# Spinal Injuries/The Mannequins of Death
Spinal Injuries/The Mannequins of Death är ett dubbelalbum med det svenska punkbandet Cortex, utgivet 2015. Skivan är ursprungligen inspelad och producerad av Henrik Venant april-augusti 1981. The Mannequins of Death består mestadels av tidigare osläppt material från inspelningarna 1981. Låten "Mannequind of Death" är inspelad 1982 av den andra upplagan av Cortex och "Jesus i betong" och "Sleepwalker" har tidigare släppts på singel. Dubbelalbumet släpptes i samband med Record Store Day 2015.

## Låtlista
Spinal Injuries
1. Mind of Darkness
2. Warrior Night
3. Fear of Glass
4. Nightmare no. 74
5. Morning Moon
6. The Freaks
7. Mayhem Troopers
8. Napalm Sticks to Kids
9. 5 Seconds
10. Flowers of Evil

The Mannequins of Death
1. Skuggorna kommer
2. Ingen frihet
3. Boogeyman
4. Johnny
5. Tunnel 56
6. The Freaks (alternativ version)
7. Jesus i betong
8. Sleepwalker
9. Fotspår
10. Mannequins of Death
11. Underdog
12. Mind of Darkness (alternativ version)

## Medverkande
Cortex
- Freddie Wadling - sång, bas, klaviatur
- Gerth Svensson - gitarr, klaviatur
- Michael Örtendahl - klaviatur
- Conny Jörnryd - slagverk - slagverk
- Uno Wall - trummor

Övriga
- Henrik Venant - saxofon (på "Mayhem Troopers" och "Fotspår")
- Mikael Vestergren - gitarr (på "Mayhem Troopers")
- Lars Sundestrand - kör (på "The Freaks")
- Kai Martin - kör (på "The Freaks")
- Peter Strauss - trummor (på "Mannequins of Death")
- Peter Ivarss - gitarr (på "Mannequins of Death")